# スフェロプラスト
スフェロプラスト（spheroplast）とはグラム陰性菌がリゾチームやペニシリンの処理により細胞壁がいくらか失われて球状になったもの。低張液内では容易に溶菌を起こす。全ての細胞壁が破壊され、細胞質膜だけを持つようになったものをプロトプラストと呼ぶ。